# Arthrotus gressitti
Arthrotus gressitti es un coleóptero de la familia Chrysomelidae. Fue descrita científicamente por primera vez en 1969 por Kimoto.